# Кэмпбелл, Наоми
Нао́ми Кэ́мпбелл (англ. Naomi Campbell; род. 22 мая 1970) — британская супермодель, актриса
 и певица афроямайского и китайско-ямайского происхождения.
Работает на подиумах с 15 лет. Стала первой темнокожей девушкой, появившейся на обложках французского и английского изданий журнала «Vogue» и журнала «Time».

## Юность
Кэмпбелл родилась в Стретеме, Южный Лондон, в семье ямайской танцовщицы, Валери Моррис. В соответствии с пожеланиями своей матери Кэмпбелл никогда не встречалась со своим отцом, который бросил её мать, когда та находилась на четвертом месяце беременности и не был указан в её свидетельстве о рождении. Она взяла фамилию своего отчима. Сводный брат — Пьер родился в 1985 году. Кэмпбелл имеет афро-ямайское происхождение, а также китайско-ямайское происхождение через бабушку по отцовской линии.
Кэмпбелл провела свое детство в Риме, где ее мать работала танцовщицей. По возвращении в Лондон она жила у родственников, а её мать путешествовала по Европе с танцевальной труппой «Фантазия». С трех лет Кэмпбелл посещала театральную школу Барбары Спик, а в 10 лет ее приняли в Академию театрального искусства Италии Конти, где она училась балету. Она также посещала школу Данрейвен.

## Карьера

### 1978—1986: Начало
В 1978 году в возрасте 7 лет Кэмпбелл снялась в музыкальном клипе Боба Марли «Is This Love». В 12 лет она станцевала чечетку в музыкальном клипе Culture Club «I’ll Tumble 4 Ya» . Кэмпбелл училась танцам с 3 до 16 лет и изначально намеревалась стать танцовщицей. В 1986 году, будучи еще студенткой Академии театрального искусства Италии Конти, Кэмпбелл была обнаружена Бет Болдт, главой модельного агентства Synchro, во время шоппинга в Ковент-Гарден. Ее карьера сразу же взлетела: в апреле, незадолго до своего 16-летия, Наоми появилась на обложке британского журнала Elle.

### 1987—1997: Всемирный успех

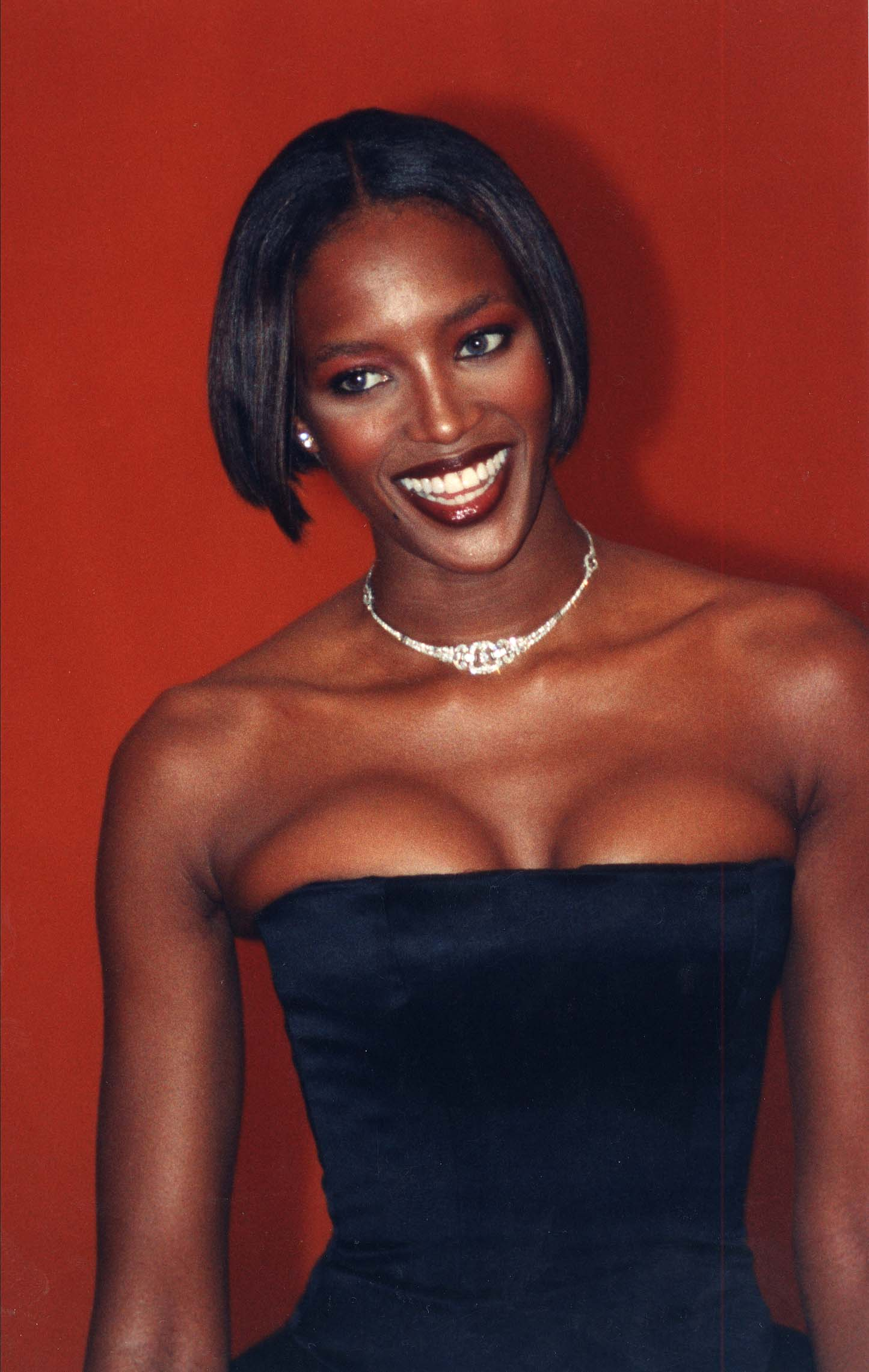
Кэмпбелл на вечеринке в честь инаугурации Билла Клинтона в 1997

В течение следующих нескольких лет модельная карьера Кэмпбелл стремительно развивалась: она участвовала в модных показах таких дизайнеров, как Джанни Версаче, Аззедин Алайя и Айзек Мизрахи, а также позировала таким фотографам, как Питер Линдберг, Херб Ритц и Брюс Вебер. К концу 1980-х годов Кэмпбелл вместе с Кристи Тарлингтон и Линдой Евангелистой сформировали трио, известное как «Тринити», став самыми узнаваемыми и востребованными моделями своего поколения.

Столкнувшись с расовой дискриминацией, Кэмпбелл получила поддержку своих друзей. Позже она процитировала Тарлингтон и Евангелисту, которые заявили бренду Dolce & Gabbana следующее: 
Если вы не возьмете Наоми, то не получите и нас.
В декабре 1987 года Наоми появилась на обложке британского журнала Vogue, как первая чернокожая модель этого издания. В августе 1988 года она стала первой чернокожей моделью, появившейся на обложке французского журнала Vogue, после того как ее друг и наставник, дизайнер Ив Сен-Лоран, пригрозил отозвать свою рекламу из журнала, если тот продолжит отказываться от Кэмпбелл. В следующем году Наоми также появилась на обложке американского журнала Vogue.
В январе 1990 года Кэмпбелл, которая была названа журналом Interview «господствующей моделью среди всех остальных» , появилась вместе с Тарлингтон, Евангелистой, Синди Кроуфорд и Татьяной Патитц на обложке британского журнала Vogue, снятой Питером Линдбергом. Впоследствии эта компания моделей была приглашена на съемки в музыкальном клипе Джорджа Майкла «Freedom! ’90». К тому времени Кэмпбелл, Тарлингтон, Евангелиста, Кроуфорд и Клаудия Шиффер образовали своеобразный коллектив, объявленный модной индустрией «супермоделями». После прибавления в лице Кейт Мосс они стали известны как «Большая шестерка».
В марте 1991 года Кэмпбелл, Тарлингтон, Евангелистa и Кроуфорд вышли на подиум для Versace, взявшись за руки. Позже в том же году она снялась в роли возлюбленной Майкла Джексона в музыкальном клипе «In the Closet». В апреле 1992 года Наоми позировала с другими топ-моделями для обложки американского журнала Vogue, снятой Патриком Демаршелье. В том же году она фигурировала в скандальной книге Мадонны «Секс» на откровенных фотографиях с Мадонной и рэпером Биг Дэдди Кейн.
В 1993 году Кэмпбелл дважды появлялась на обложке американского журнала Vogue: в апреле вместе с Кристи Тарлингтон, Клаудией Шиффер, Стефани Сеймур и Хеленой Кристенсен, а в июне — соло. Она прославилась тем, что упала на подиуме в туфлях Вивьен Вествуд на высокой платформе, которые позже были выставлены в Музее Виктории и Альберта в Лондоне. Однако, несмотря на ее успех, руководство агентства Elite Model Management, которое представляло интересы Кэмпбелл с 1987 года, уволило ее в сентябре на том основании, что никакие деньги и престиж не смогут оправдать хамское поведение с персоналом и клиентами. Основатель Elite, Джон Касабланкас, описал Наоми как манипулирующую, интригующую, грубую и невозможную особу.
В середине 1990-х годов Наоми расширила свою деятельность в других сферах индустрии развлечений. Ее роман «Лебедь» о супермодели, которую шантажируют, был выпущен в 1994 году и получил негативные отзывы. Он был написан Кэролайн Апчер, а Кэмпбелл заявила, что у нее просто не было времени сесть и написать книгу. В том же году она выпустила свой первый студийный альбом «Babywoman» — такое прозвище ей дал дизайнер Рифат Озбек. Спродюсированный Youth и Bomb the Bass, альбом стал коммерчески успешным только в Японии; он не достиг топ-75 в британских чартах, в то время как его единственный сингл, «Love and Tears», достиг 40-го места. Альбом был высмеян критиками. В середине 1990-х годов у Кэмпбелл также были небольшие роли в фильмах «Рапсодия Майами» и «Девушка № 6», а также роль во втором сезоне сериала «New York Undercover».
В 1995 году вместе с другими моделями Кэмпбелл инвестировала в сеть ресторанов под названием «Fashion Cafe», директора которых были арестованы три года спустя за мошенничество, банкротство и отмывание денег.

### 1998—2012: другая деятельность

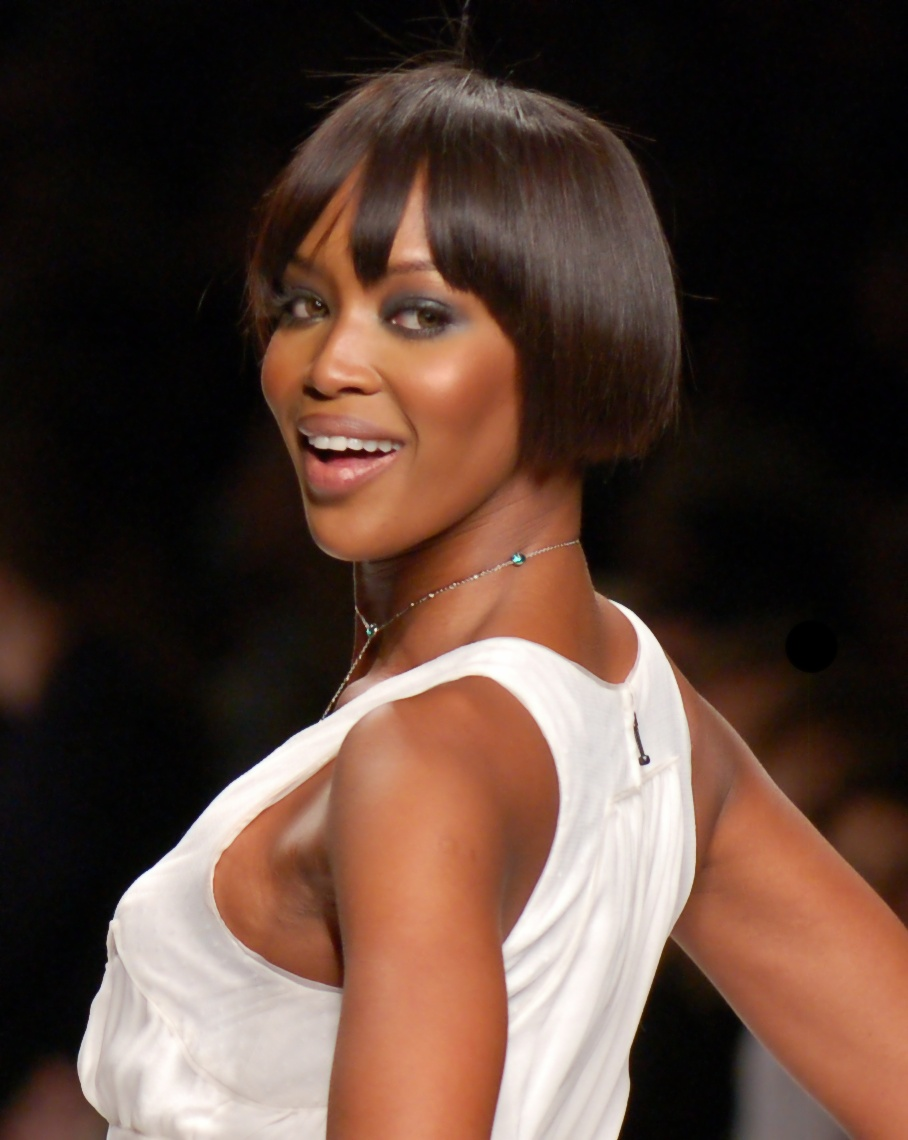
Кэмпбелл на показе Peter Som в 2007

В 1998 году журнал Time объявил о конце эпохи супермоделей. Кэмпбелл продолжала работать моделью как на подиуме, так и в журналах. В 1999 году она подписала свой первый контракт с Cosmopolitan Cosmetics, подразделением Wella AG, через которое выпустила несколько фирменных ароматов. В ноябре того же года она позировала вместе с 12 другими топ-моделями для обложки под названием Modern Muses — тысячелетнего выпуска американского журнала Vogue, снятой Энни Лейбовиц. В следующем месяце Кэмпбелл появилась в белом бикини и мехах на обложке журнала Playboy. В октябре 2001 года Наоми снялась вместе с рэпером Шоном «Puff Daddy» Комбсом на обложке британского журнала Vogue.
В 2007 году она приняла участие в юбилейном показе Dior в Версале. В июле 2008 года Кэмпбелл появилась вместе с другими чернокожими моделями Лией Кебеде, Сессилией Лопес и Джордан Данн на обложке итальянского журнала Vogue, снятой Стивеном Майзелем. В сентябре того же года Кэмпбелл воссоединилась с Кристи Тарлингтон, Линдой Эвангелистой, Синди Кроуфорд, Клаудией Шиффер и Стефани Сеймур для Vanity Fair.
Она также снялась в клипе группы Duran Duran «Girl Panic!» в роли фронтмена группы, а Синди Кроуфорд, Хелена Кристенсен, Ева Херцигова и Ясмин Ле Бон изображали других участников. Кэмпбелл выступила вместе с Кейт Мосс и другими супермоделями на церемонии закрытия Олимпийских игр 2012 года.

### 2013—настоящее время

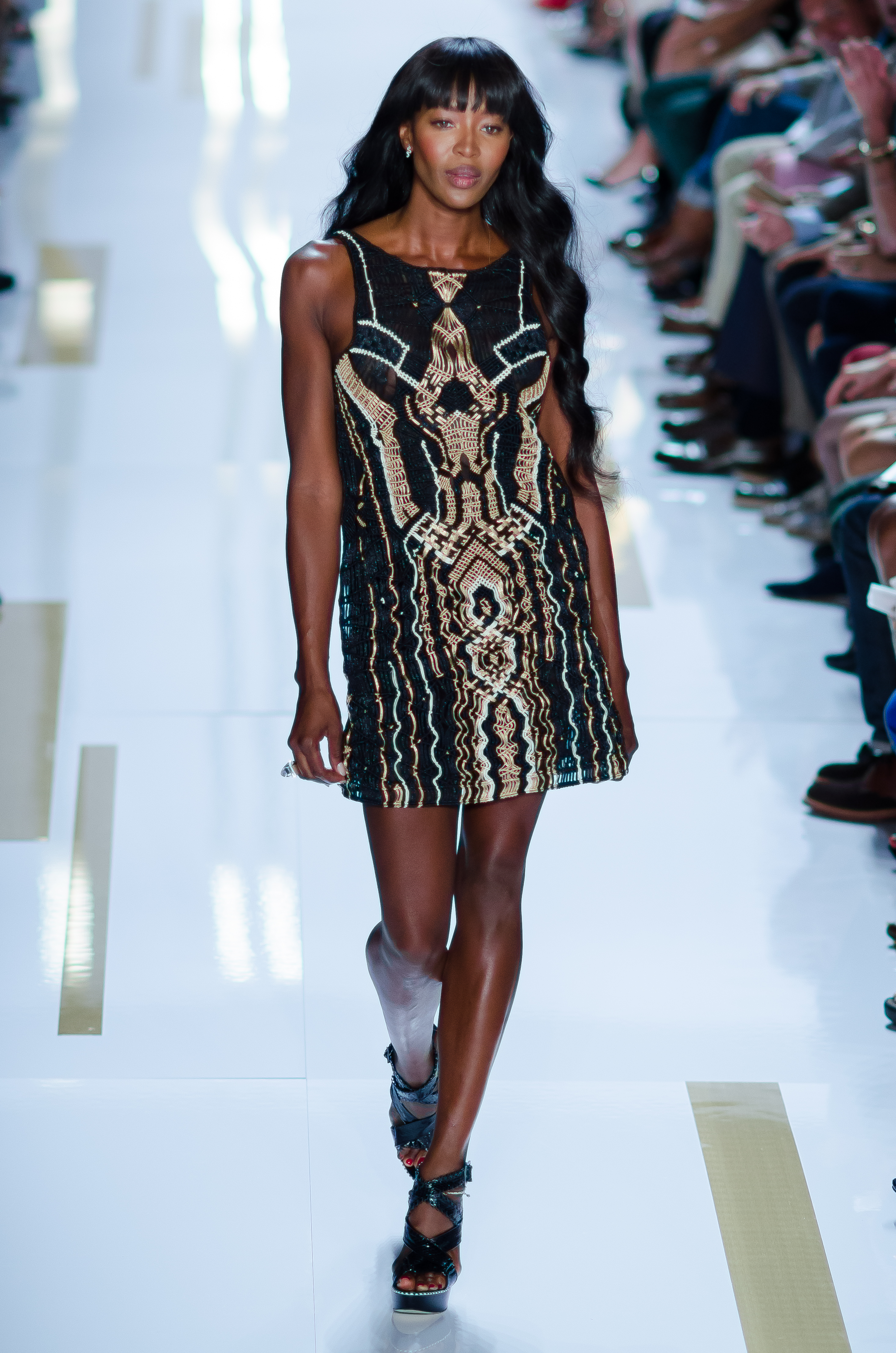
Кэмпбелл на показе Диана фон Фюрстенберг в 2013

В марте 2013 года Кэмпбелл украсила первую обложку журнала Numéro Russia. Она также стала участвовать в реалити-шоу «The Face». В США она выступала в качестве тренера и судьи вместе с Каролиной Курковой и Коко Роша на шоу «The Face», которое вел фотограф Найджел Баркер. Она участвовала и в британской версии шоу, которая транслировалась на Sky Living позже в том же году, и австралийской версии The Face, которая транслировалась на канале Fox8 в 2014 году.
В 2014 году Кэмпбелл позировала на обложке майского номера австралийской версии журнала Vogue, в сентябрьском номере Vogue в Японии и в ноябрьском номере турецкого Vogue. Кэмпбелл также освещала вьетнамское, сингапурское и латиноамериканское 35-летие издания Harper's Bazaar. В 2014 году она была названа «ТВ-персоной года» по версии журнала Glamour. Премия была вручена на ежегодной церемонии Glamour Women of The Year Awards в Лондоне.
В следующем году она закрыла показ Зака Позена на Неделе моды в Нью-Йорке и участвовала в весенне-летних кампаниях 2015 года для Burberry и Agent Provocateur.
Кэмпбелл участвовала в модных показах Марка Джейкобса, Ива Сен-Лорана, Chloé, Дианы фон Фюрстенберг, Prada, Шанель, Живанши, Дольче и Габбана, Burberry, Зак Позен, Роберто Кавалли, Карла Лагерфельда, Джанфранко Ферре, Версаче, Хельмута Ланга, Кристиана Диора, Джон Гальяно, Ральфа Лорена, Жан-Поля Готье, Оскара де ла Рента, Майкла Корса, Анны Суи, Луи Виттона, Роберто Кавалли и Валентино.
Она снималась для рекламных кампаний таких брендов, как Fendi, Burberry, Dolce & Gabbana, Escada, Louis Vuitton, Prada, Ralph Lauren, Chloé, Versace, Givenchy, Blumarine, Yves Saint Laurent, Isaac Mizrahi, Tommy Hilfiger, Valentino, La Perla, Dennis Basso, Philipp Plein, Mango, Thierry Mugler, Balmain, Nars, Roberto Cavalli, David Yurman, Alessandro Dell'Acqua, DSquared2, Express, H&M, Bloomingdale’s, Dillard’S, Macy’S, Barneys New York, Neiman Marcus, Gap, Avon, Revlon и Victoria's Secret.
В 2015 году Кэмпбелл подписала контракт на съемки в драме «Империя». В октябре 2015 года она снялась в двухсерийном фильме «Американская история ужасов: Отель» в роли редактора модного журнала Vogue Клаудии Бэнксон.
В 2016 году Наоми появился снялась в музыкальном клипе на сингл Энони «Drone Bomb Me». В сентябре 2017 года она участвовала в показе Versace, посвященном покойному Джанни Версаче, наряду с Шиффер, Кроуфорд, Кристенсен и Карлой Бруни, а также позировала для рекламной кампании этого бренда. В феврале 2018 года Кэмпбелл и Мосс вернулись на подиум и закрыли финальный показ Louis Vuitton. В апреле Наоми появилась на обложке британского GQ вместе с рэпером Скепта.
В июне 2018 года Кэмпбелл получила премию Fashion Icon award от Совета модельеров Америки.
В 2019 году она заключила контракт с NARS Cosmetics.
Весной 2020 года, на фоне пандемии COVID-19, Кэмпбелл начала снимать собственный веб-сериал на YouTube под названием «Без фильтра с Наоми», в котором она ведет беседы с различными гостями. Ее первым гостем была Синди Кроуфорд, а остальные включали  от Марка Джейкобса, Адута Акеча и Кристи Тарлингтон до Эшли Грэм и Николь Ричи.
В октябре 2020 года Наоми и Apple TV+ анонсировали документальный фильм о Кэмпбелл и ее коллегах-супермоделях Синди Кроуфорд, Линде Евангелисте и Кристи Тарлингтон, снятый режиссером Барбарой Коппл.
В июне 2024 года в Музее Виктории и Альберта в Лондоне открылась выставка NAOMI in fashion, посвящённая истории жизни и творчества Наоми Кэмпбелл.

## Проблемы с законом

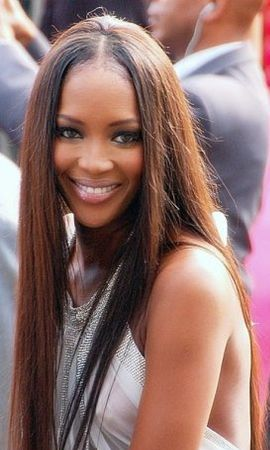
Кэмпбелл на Каннском кинофестивале 2008 года

Кэмпбелл была осуждена за нападение четыре раза, после того как была обвинена в совершении актов насилия в отношении сотрудников, ассистентов и других лиц в период с 1998 по 2009 год. Во время первого такого дела, слушавшегося в феврале 2000 года, Кэмпбелл признала себя виновной в Торонто в нападении на своего личного помощника с мобильным телефоном в сентябре 1998 года. Кэмпбелл заплатила своему бывшему сотруднику определенную сумму денег и согласилась посещать занятия по управлению гневом, ее досье осталось прежним в обмен на то, что она выразила раскаяние. К 2006 году восемь других сотрудников и партнеров выступили с заявлениями об издевательствах со стороны Кэмпбелл. В это время она была сфотографирована в футболке с надписью «Naomi Hit Me…and I Loved It».
В январе 2007 года Кэмпбелл признала себя виновной в Нью-Йорке в нападении на свою бывшую экономку, которая обвинила Кэмпбелл в том, что та бросила в нее персональный органайзер BlackBerry в марте 2006 года. Кэмпбелл была приговорена к оплате медицинских расходов своей бывшей сотрудницы, посещению программы управления гневом и выполнению пятидневных общественных работ в Департаменте санитарии Нью-Йорка. Она посещала общественные работы в дизайнерских нарядах, включая фетровые шляпы, меха и платье Dolce & Gabbana стоимостью 300 000 долларов с серебряными блестками. Кэмпбелл подробно описала свой опыт общественных работ в фильме «Дневники Наоми».
В июне 2008 года она признала себя виновной в нападении на двух полицейских в лондонском аэропорту Хитроу двумя месяцами ранее: она пинала и плевалась в полицейских после спора о своём потерянном багаже. Наоми была приговорена к 200 часам общественных работ и оштрафована на 2300 фунтов стерлингов, а также была объявлена персоной нон грата в British Airways. В июле 2015 года Кэмпбелл была приговорена сицилийским судом к шести месяцам условно за нападение в августе 2009 года на фотографа-папарацци, она ударила его сумочкой за то, что он сфотографировал ее и ее тогдашнего бойфренда.
В 2009 году Наоми ударила своего водителя ногой, и тот разбил лицо о руль. Но водитель решил не подавать заявления в полицию.

## Личная жизнь
Кэмпбелл, которая никогда не встречалась со своим биологическим отцом, считает таковым французского модельера Аззедина Алайю, с которым она познакомилась в 16 лет. Она также высоко ценит звукорежиссеров Куинси Джонса и Криса Блэквелла . Бывший президент ЮАР, Нельсон Мандела называл Кэмпбелл своей внучкой. Она впервые встретилась с Манделой в ноябре 1994 года, после того как его партия, Африканский национальный конгресс, пригласила ее поехать в Южную Африку, чтобы встретиться с их лидером. Ранее она пожертвовала АНК средства, вырученные от фотосессии в Танзании. На протяжении многих лет Кэмпбелл оказывала поддержку многим политическим кампаниям Манделы и гуманитарным целям.

### Отношения
В 1993 году она обручилась с басистом группы U2 Адамом Клейтоном. Они познакомились в феврале того же года после того, как Клейтон, когда его спросили в интервью, есть ли что-то в мире, чего он хочет, но не имеет, ответил: «Свидание с Наоми Кэмпбелл». В следующем году Кэмпбелл и Клейтон расстались. В 1995 году она встречалась с Леонардо Ди Каприо. С 1998 по 2003 год Наоми состояла в отношениях с главой гонок Формулы-1 Флавио Бриаторе, она обручилась с ним, прежде чем разорвать эти отношения. Несмотря на разрыв, они остались друзьями. С 2008 по 2013 год Наоми состояла в отношениях с российским бизнесменом Владиславом Дорониным. У нее также были отношения с Робертом Де Ниро, Хассаном Джамилем, Шоном Комбсом и Ашером. В 2019 году она встречалась с Лиамом Пейном и Скептой.
Кэмпбелл фигурирует в книге предполагаемых контактов американского финансиста и осужденного сексуального преступника Джеффри Эпштейна, а также на фотографиях с Эпштейном и его помощницей Жизлен Максвелл. В августе 2019 года она призналась, что знала Эпштейна после того, как их познакомил ее бывший бойфренд Флавио Бриаторе, заявив:
То, что он сделал, ужасно, когда я услышала об этом, меня тошнило, как и всех остальных, потому что меня тоже всегда окружала изрядная доля сексуальных хищников, и слава богу, что рядом были хорошие люди, которые защитили меня от этого. Я в одном ряду с жертвами. Их жизни покрыты шрамами на всю жизнь.
Заявление Кэмпбелл оспаривается потерпевшей Вирджинией Робертс Жоффре, которая утверждала, что Кэмпбелл была в курсе дел Эпштейна, кроме того, она являлась близкой подругой Максвелл.
18 мая 2021 года стало известно, что у Кэмпбелл родилась дочь. 30 июня 2023 стало известно о рождении второго ребёнка.

### Наркозависимость
В 1999 году Кэмпбелл поступила на реабилитацию после пятилетней кокаиновой и алкогольной зависимости. В 2005 году она призналась, что начала принимать наркотики в 1994 году:
Мне было весело. Я жила прекрасной жизнью, путешествуя по миру и имея друзей, которые обеспечивают тебя всем, чем угодно. Но со временем здоровый румянец на твоем лице исчезает....Это очень противный наркотик
.
В 2002 году она выиграла иск о нарушении конфиденциальности против Daily Mirror, после того как газета опубликовала отчет о ее зависимости, включая фотографию ее ухода с собрания анонимных наркоманов. Высокий суд взыскал с Daily Mirror 3500 фунтов стерлингов в качестве компенсации ущерба. Позже в том же году это решение было отменено Апелляционным судом, который обязал Кэмпбелл выплатить газете судебные издержки в размере 350 000 фунтов стерлингов, но в 2004 году Палата лордов восстановила решение Высокого суда.
На своем YouTube-канале в июле 2019 года Кэмпбелл упомянула, что бросила курить.

## Фильмография
| Год       |   | Русское название                                | Оригинальное название                           | Роль                  |
| --------- | - | ----------------------------------------------- | ----------------------------------------------- | --------------------- |
| 1978      | с | The Chiffy Kids                                 | The Chiffy Kids                                 | Сноу Уайт             |
| 1979      | с | Kids                                            | Kids                                            | Эйприл                |
| 1988      | с | Шоу Косби                                       | The Cosby Show                                  | Джулия                |
| 1990      | с | Принц из Беверли-Хиллз                          | The Fresh Prince of Bel-Air                     | Хелен                 |
| 1991      | ф | Холодный, как лёд                               | Cool as Ice                                     | певица                |
| 1993      | ф | Ночь, в которую мы никогда не встретимся        | The Night We Never Met                          | покупательница сыра   |
| 1995      | ф | Рапсодия Майами                                 | Miami Rhapsody                                  | Кайя                  |
| 1995      | ф | Вонгу Фу, с благодарностью за всё! Джули Ньюмар | To Wong Foo Thanks for Everything, Julie Newmar | девушка               |
| 1995      | с | Полицейские под прикрытием                      | New York Undercover                             | Симона                |
| 1996      | ф | Девушка № 6                                     | Girl 6                                          | девушка № 75          |
| 1996      | ф | Вторжение в личную жизнь                        | Invasion of Privacy                             | Синди Кэрмишель       |
| 1997      | ф | Гори, Голливуд, гори                            | An Alan Smithee Film: Burn Hollywood Burn       | сопровождающая № 2    |
| 1999      | ф | Оболтус                                         | Trippin'                                        | Наоми Шэффер          |
| 1999      | ф | Пленница любви                                  | Prisoner of Love                                | Трейси                |
| 2003      | с | Криминальные гонки                              | Fastlane                                        | Лена Сэведж           |
| 2004      | ф | Толстушки                                       | Fat Slags                                       | помощник продавца     |
| 2006      | ф | Звонок                                          | The Call                                        | Чёрный ангел — Дьявол |
| 2009      | ф | Карма                                           | Karma, Confessions and Holi                     | Дженнифер             |
| 2015      | с | Американская история ужасов: Отель              | American Horror Story: Hotel                    | Клаудиа Бэнксон       |
| 2015—2016 | с | Империя                                         | Empire                                          | Камилла Маркс         |
| 2016      | ф | Образцовый самец 2                              | Zoolander 2                                     | играет себя           |
| 2017—2019 | с | Звезда                                          | Star                                            | Роуз Крейн            |
| 2018      | ф | Красотка на всю голову                          | I Feel Pretty                                   | Хелен                 |

.

### На английском языке
- 1994: Swan
- 1994: Top Model
- 1996: Naomi
- 2016: Naomi Campbell

### На русском языке
- Кэмпбелл, Наоми. Лебедь. [Роман]. / Пер. с англ. И. Обского. — М.: Эксмо-Пресс, 1998. — 432 с. — ISBN 5-04-002476-2